# Doris Maletzki
Doris Maletzki   (Salzwedel, 11 de juny de 1952) és una atleta alemanya ja retirada, especialista en els curses de velocitat, que va competir per la República Democràtica Alemanya, durant la dècada de 1970.
El 1976 va prendre part en els Jocs Olímpics de Mont-real, on va guanyar la medalla d'or en la prova dels 4x400 metres relleus del programa d'atletisme. Formà equip amb Brigitte Rohde, Ellen Streidt i Christina Brehmer, i milloraren el rècord del món de l'especialitat en la final.
En el seu palmarès també destaca una medalla d'or en els 4x100 metres relleus del Campionat d'Europa d'atletisme de 1974 i els campionats nacionals dels 4x400 metres de 1975 i 1976 a l'aire lliure i de 1973 en pista coberta. En pista coberta aconseguí el seu únic títol nacional individual, en 400 metres el 1976. una ocasió i en quatre dels 4x400 metres relleus. Va establir el rècord del món en els 200 i 400 metres en pista coberta, així com també en els relleus a l'aire lliure.

## Millors marques
- 100 metres. 11.1" (1973)
- 200 metres. 22.3" (1973)
- 400 metres. 50.34" (1976)[2][1]